# Universiteit van Istanbul

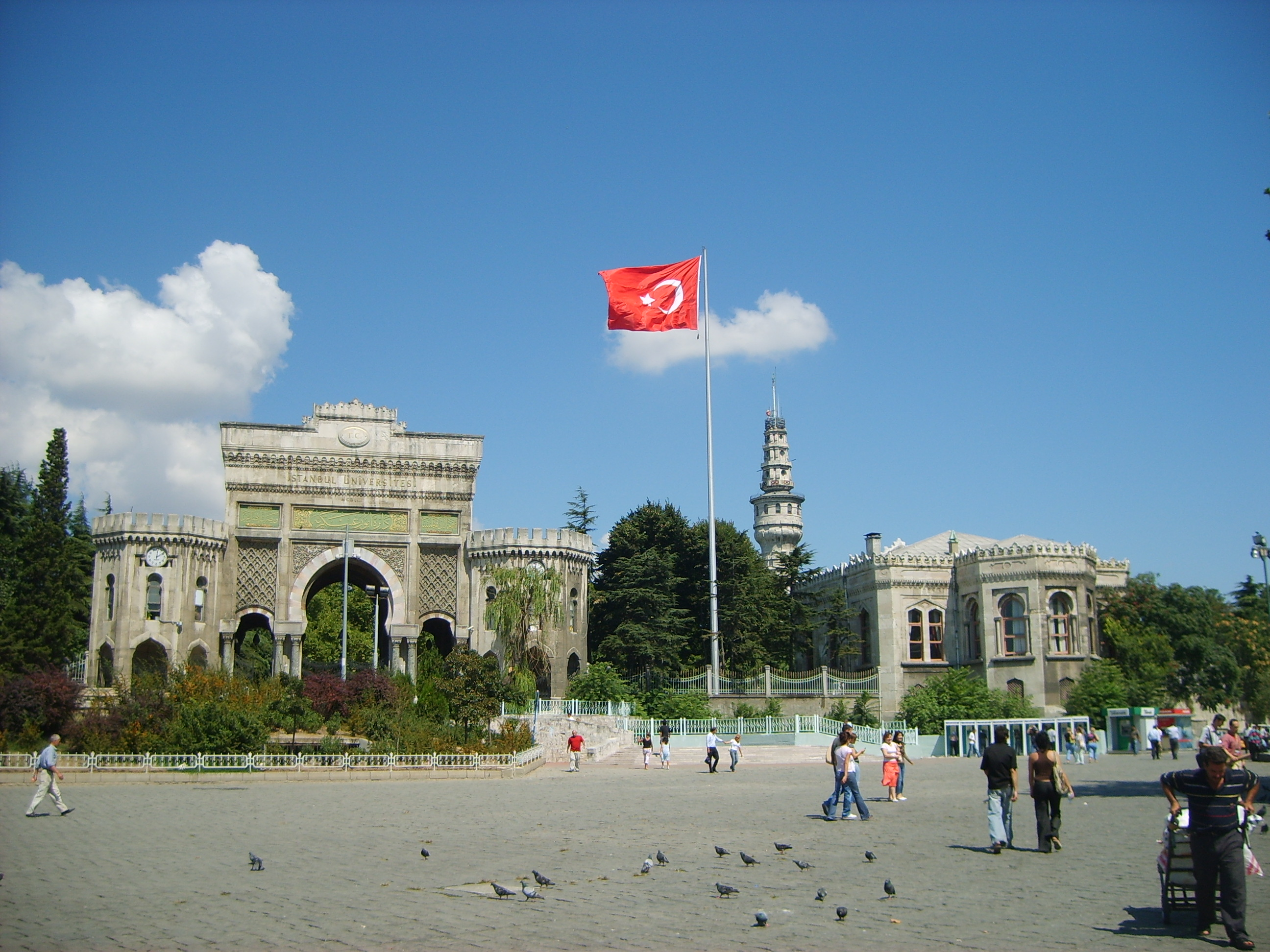
Belangrijkste toegangspoort van de Universiteit van Istanbul op het Beyazit-plein, dat bekendstond als het Forum Tauri in de Romeinse periode. De Beyazit-toren, die zich binnen de campus bevindt, kan gezien worden op de achtergrond.

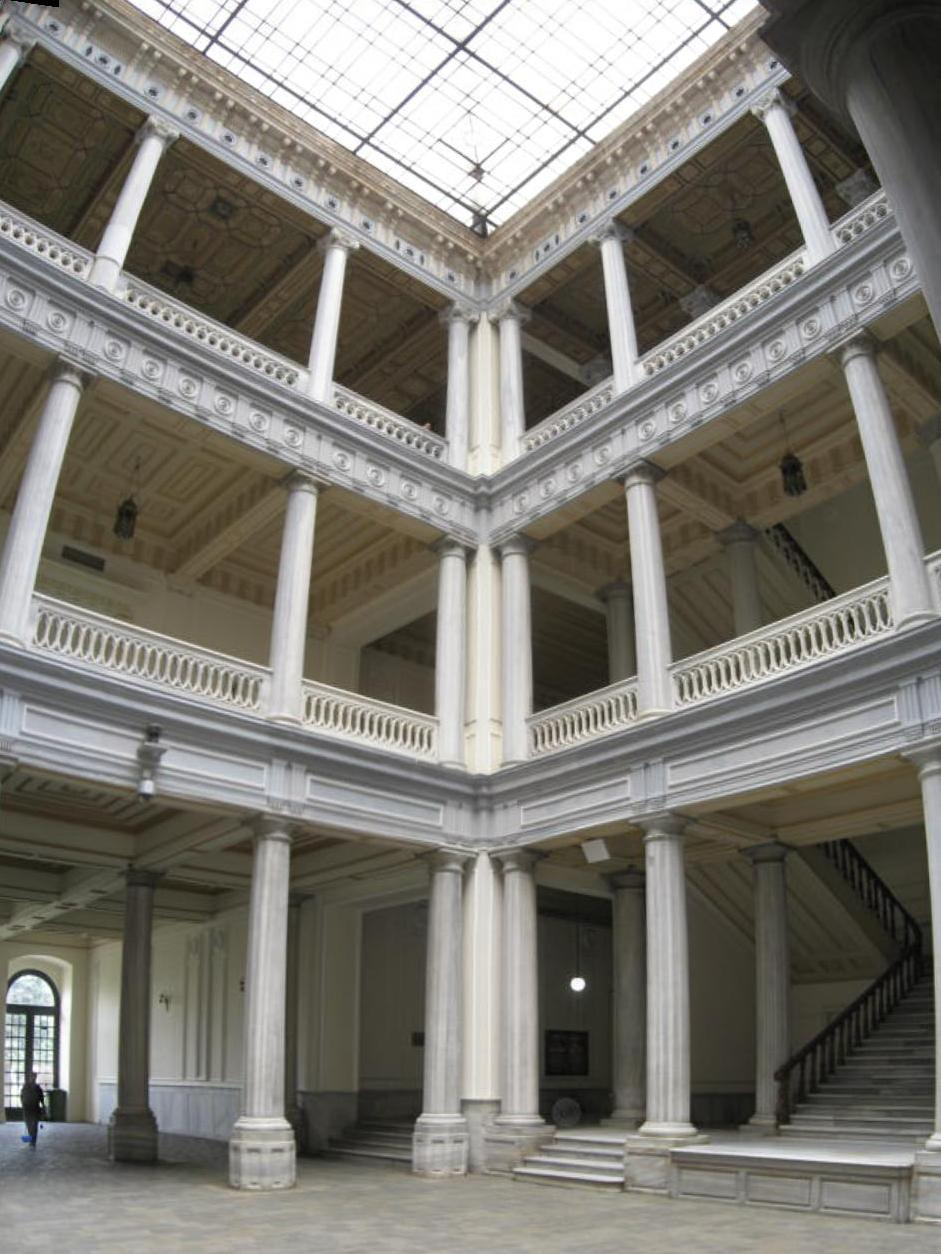
Interieur van het gebouw met dakraam

De universiteit van Istanbul (Turks: İstanbul Üniversitesi) is de belangrijkste en oudste prestigieuze universiteit van Turkije.
De universiteit werd oorspronkelijk opgericht in 1453 door de Ottomaanse sultan Mehmet II de veroveraar van Constantinopel, zoals Istanbul vroeger genoemd werd, de hoofdstad van het oude Byzantijnse Rijk. Volgens sommige historici is de moderne universiteit een directe voortzetting van de eerdere Byzantijnse universiteit van Constantinopel maar anderen betwijfelen dit weer. De universiteit werd door latere sultans weer gesloten en later weer opgericht als de Darülfünun (Huis der Wetenschappen). Toen Mustafa Kemal Atatürk aan de macht kwam in Turkije, hervormde hij in 1933 de Darülfünun tot de universiteit van Istanbul in 1933.
De afgestudeerden zijn vaak de belangrijkste bron van wetenschappelijk personeel voor het universitaire onderwijs in Turkije, evenals een zeer groot aantal Turkse bureaucraten, professionals en mensen uit het bedrijfsleven. De campus en faculteiten zijn talrijk en verspreid over heel Istanbul, met de belangrijkste campus naast het Beyazit-plein.

## Enkele bekende alumni
| Turkse presidenten - Abdullah Gül Buitenlandse presidenten - Itzhak Ben-Zvi, president van Israël Turkse premiers - Abdullah Gül - Refik Saydam - Yıldırım Akbulut - Sadi Irmak - Mehmet Naim Talu - Suad Hayri Ürgüplü - Nihat Erim Buitenlandse premiers - David Ben-Gurion, premier van Israël Turkse ministers - Mehmet Ali Şahin - Turhan Feyzioğlu Columnisten - Haşmet Babaoğlu | Wetenschappers - Hulusi Behçet - Aykut Barka - Muzaffer Şerif Schrijvers - Ahmet Hamdi Tanpinar - Ömer Lütfi Mete - Orhan Pamuk, Nobelprijs voor de Literatuur - Oben Özaydın Dichters - Orhan Veli - Attila İlhan - Onat Kutlar Musici - Arif Mardin - Bülent Ortaçgil - Mercan Dede - Şebnem Ferah Anders - Mahir Kaynak - Intelligence Specialist - Deniz Gezmiş - Politieke activist |